# Chan Santa Cruz
Chan Santa Cruz byl název svatyně náboženského hnutí Maya Cruzob (nebo Cruzoob) v Mexiku. Nazývalo se tak rovněž město, které kolem ní vzniklo (nyní známé jako Felipe Carrillo Puerto). Méně formálně bylo známo jako domorodý Mayský stát z konce 19. století, který byl na území dnešního mexického státu Quintana Roo a byl jeho hlavním centrem. Tato oblast byla centrem kastovní války na Yucatánu, která začala v roce 1847. Byla to válka yucateckých Mayů proti bělochům. V této válce se Mayům podařilo založit některé autonomní oblasti na východní straně poloostrova Yucatán. Hlavní konflikt skončil v roce 1915, kdy se Mayové dohodli na uznání mexické vlády. Přesto ještě v roce 1933 zasáhly v této oblasti mexické jednotky proti mayské vesnici.

## Dějiny

### Předkolumbovské období
Obyvatelé bývalého státu Chan Santa Cruz byli převážně domorodými potomky Mayů. Severní část oblasti byla pravděpodobně zahrnuta do státu Coba. Tento stát existoval během dekád předcházejících španělské invazi na území zaniklé Ligy Mayapanů v obci Tecoh a ve východní polovině poloostrova Yucatán.
Po španělské invazi sem uprchli lidé z ostrovů Arawak a Carib, ztroskotaní Španělé a uprchlí afričtí otroci.
Poté, co Španělé začali zabírat některá území v této oblasti, stát Xiu Maya v západní polovině poloostrova, unavený bojem proti Itze a Španělům, se spojil se Španělskou říší. Tato aliance následně způsobila státu Itza 'Maya velké ztráty majetku i lidí. Stát Itza pokračoval ve výcviku a vzdělávání domorodých vůdců Mayů ve svatyních jižní provincie Peten Itza, jezera Adeptů.
Vědci tvrdí, že mayský hieroglyfický rukopis, který je ve španělském Madridu, byl vytvořen v Nojpetén několik let po invazi na Yucatán.
Během 18. století byli Španělé velmi zaměstnáni pacifikací Mayů v západní polovině státu Iz'a. Největší z těchto bojů byl veden proti domorodému Kanekovi a jeho příznivcům. Tento boj skončil smrtí Kaneka a jeho nejbližších spolupracovníků 14. prosince 1761.

### Povstání
Když španělští kreolové (Criollos) v polovině 19. století vyhlásili nezávislost Yucatánu a začali bojovat o nezávislost svého malého státu, vidělo vedení Mayů svoji velkou šanci na získání nezávislosti. Plánovali to delší dobu, jak vyplývá z dopisů, objevených v 21. století. (Jedná se o písemné příkazy k uskutečnění plánu získání nezávislosti s pomocí vojenského velení.) Toto povstání, které dosáhlo svého vrcholu v roce 1848, vyústilo v nezávislost starého státu Iz'a Maya. Bývalý stát Xiu Maya zůstal v rukou Yukatánských Kreolů. Potomci tohoto krátkodobého mayského svobodného státu jsou běžně známí jako Cruzoob (Reed 1964).

### Nezávislý stát Mayů

Moderní design vlajky Cruzob

V Xocénu, jihovýchodním satelitu moderního Valladolidu byl vyhlášen v roce 1849 Stav Kříže, kde bylo poprvé přečteno Prohlášení Juana de la Cruz (Jan Kříž). Hlavní město Noh Kah Balam Nah Chan Santa Cruz bylo založeno v roce 1850 v blízkosti posvátné cenote, přírodní studny, poskytující celoročně zdroj svěcené vody.  V této svatyni je tzv. Mluvící kříž (Reed 1964, Villa Rojas 1945).
Město bylo postaveno předkolumbovským způsobem Mayů, to znamená kolem náměstí s Balam Nahem, Domem patrona a školou na východě, papežským domem na západě, generálovými domy na severu a se skladišti a trhem na jihu (Reed 1964).
V době největšího rozkvětu, od 60. do 90. let 19. století, zahrnoval stát Chan Santa Cruz všechny jižní a střední části mexického státu Quintana Roo . S přidruženými, nárazníkovými a odštěpenými částmi byl tento stát jádrem širšího hnutí za nezávislost domorodců, které ovládalo prakticky všechna stará území Iz'a. Tato území zahrnují východní, střední a jižní část poloostrova Yucatán, a sahají od mysu Catoche na jihu k nynějšímu severozápadnímu Belize až k severovýchodní Guatemale.

### Zánik svobodného státu Mayů
Od konce roku 1850 do roku 1893 uznalo Spojené království svobodný stát Mayů jako de facto nezávislý národ, dokonce sponzorovalo jednání o dohodách mezi španělským státem Yucateco a státem Maya Crusoob. Výsledkem těchto jednání byla podepsaná mezinárodní smlouva, kterou žádná ze stran nikdy neratifikovala. Stát Mayů měl rozsáhlé obchodní vztahy s kolonií Britský Honduras (dnešní Belize) a jeho armáda byla podstatně větší než posádka a milice v britské kolonii. Na rozdíl od Yucatecanů a Mexičanů považovali Britové za praktické a ziskové udržovat po několik let dobré vztahy se svobodným státem Mayů.
To vše se změnilo poté, co Mayové obléhali a dobyli Bacalar, původně mayské svaté město Bak Halal („Dekantující voda“). Zabili nejen britské občany, ale i celou Yucateckou posádkou Kreolů (Reed 1964).
Není jasné, proč velící generál nařídil masové zabití posádky. Možná ho už unavovalo dobývání města z agresivnějšího státu Yucateco . Bez ohledu na to, tato akce vyděsila malé britské koloniální zřízení v sousedním britském Hondurasu.
Britská vláda proto pověřila sira Spensera St. Johna, aby zbavil vládu Jejího Veličenstva domorodých svobodných států a zejména svobodného státu Mayů. V roce 1893 podepsala britská vláda smlouvu Spenser Mariscal, která postoupila všechny pozemky Mayského svobodného státu Mexiku. Mezitím si Kreolové na západní straně poloostrova Yucatán uvědomili, že jejich ministát ovládaný menšinami nemůže konkurovat svému domorodému sousedu. Nabídli proto svou zemi každému, kdo by jim mohl bránit životy a majetek. Mexiko pak souhlasilo s připojením jejich území ke svému státu. V prvních letech 20. století bylo území Chan Santa Cruz obsazeno mexickou armádou (Reed 1964).

## Náboženství

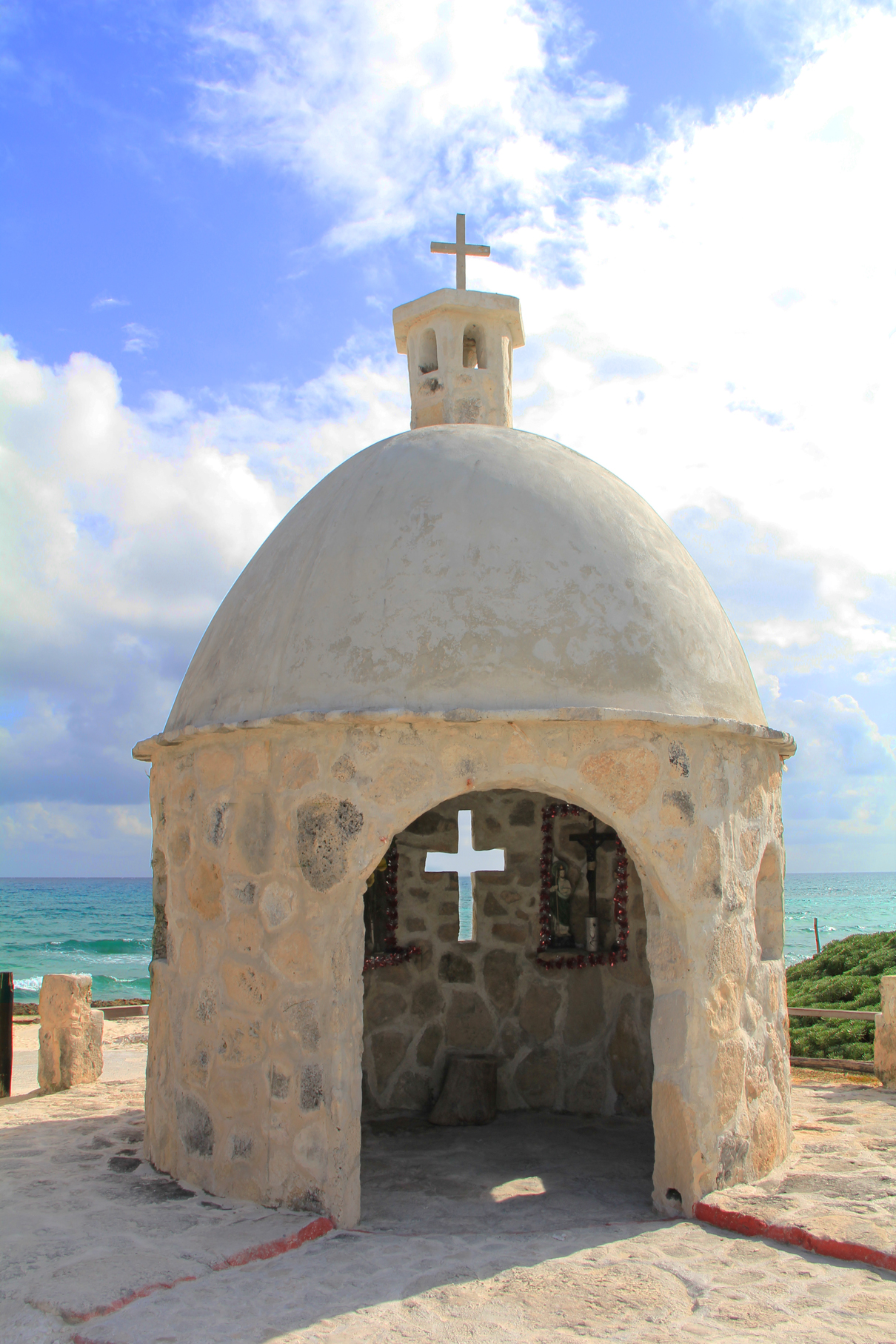
Památník Chan Santa Cruz

Ve svobodném státě Mayů došlo k oživení domorodého mayského náboženství, někdy nazývaného „Kult mluvícího kříže“. Stalo se to, když občanská válka španělských kolonistů osvobodila Maye od represí hispánského obyvatelstva Yucatánu. Domorodí kněží si uchovali své starodávné náboženské texty a své duchovní znalosti. (Roys 1933, Thompson 1965). Zachovaly se také mayské náboženské knihy, jako např. texty o mayském papeži, pro začínající věštce, modlitba porodní asistentky a jiné.

### Mayský kostel
Krátce poté, co byl Yucatan prohlášen za nezávislý stát, byl Yucatánský poloostrov rozdělen na dva nezávislé bojující státy: hispánský stát na západě, který udržoval Maye ve stavu otroků, a svobodný stát Mayů na východě. Poprvé po staletích měli Mayové svůj stát, který podporoval jejich domorodou víru.
V mayském kostele se v každé vesnici (a také ve městě Crusero) nachází svatý kříž uvnitř kostela. Mayské kostely se odlišují od římských kostelů tím, že mají uvnitř zděnou vnitřní svatyni, tzv. glorii (Villa Rojas 1945).